# Adil Şan
Adil Şan (Bayırbucak, 12 september 1980) is een Turkse zanger van Syrische afkomst.

## Biografie
Şan, geboren als Adel Alıssa, werd geboren in Bayırbucak als afstammeling van Syrische Turkmenen. Zijn vader is afkomstig van Aleppo, terwijl zijn moeder Turkse roots heeft en uit Gaziantep komt. Op jonge leeftijd verhuisde hij samen met zijn vader en moeder naar Turkije om de armoede in Syrië te mijden. Zowel zijn vader als zijn moeder zijn actief in de muziekwereld. Hij ging niet naar school, maar leerde zichzelf Turks.
In 2003 bracht hij zijn eerste album uit, genaamd Çobanbey elleri. Het album bestaat volledig uit Turkse volksmuziek. Het album werd een succes, waardoor zijn carrière in de muziekwereld gestart werd. Op 12 september 2006 verkreeg hij zijn Turks staatsburgerschap, wat veel betekende voor Şan aangezien hij zo goed als zijn hele leven in Turkije gewoond had. Hij veranderde tegelijkertijd zijn achternaam van Alıssa naar Şan.
In 2013 kwam zijn tweede album Hattuç uit. Enkele jaren later schreef hij zijn eerste boek, dat in 2016 op de markt zou liggen. Het boek gaat over de taal en het gedicht. Enkele maanden nadien verscheen zijn derde album Dilimiz.
Op 26 november 2015 werd hij uitgekozen om Syrië, zijn land van herkomst, te vertegenwoordigen op het Türkvizyonsongfestival 2015. Hij trad op met het Turkse lied Geliş. Hij werd uiteindelijk 5de op 21 deelnemers. Na het festival kreeg zijn lied grotere bekendheid omdat het gebruikt werd in de Turkse soap Diriliş: Ertuğrul.
Momenteel zingt hij bij het Gaziantep Büyükşehir Belediyesi Türk Halk Müziği Korosu. Dit is een koor dat folkmuziek zingt.

## Privé
Şan is getrouwd op 12 september 2006 en heeft anno 2020 een zoon, Oguzhan. Hij woont en werkt nog steeds in Turkije.

## Discografie

### Albums
- Çobanbey elleri (2003)
- Hattuç (2013)
- Dilimiz (2016)